# Hans Rikken
Johannes Maria (Hans) Rikken (Beneden-Leeuwen, 5 mei 1956) is een Nederlandse beeldhouwer.

## Leven en werk
Rikken studeerde aan de Academie voor Kunst en Industrie in Enschede, waar hij les had van onder anderen Jan van Eyl en Pearl Perlmuter. Hij studeerde in 1980 af met waterplastieken. De kunstenaar woont en werkt tegenwoordig in Groningen.
Rikken maakte in het Werkmanjaar (1995) een stalen brug voor de Gallery Art Show. De Werkmanbrug werd in 1998 geplaatst in de Soendavijver in de stad Groningen.

## Werken (selectie)
- 1983 Vissen, Diepenheim
- 1985 Prauwbanken, Deventer
- 1986 De Tafel, Hengevelde
- 1994 De parelbloem, Zutphen
- 1995 Lichtbaken, Apeldoorn
- 1997 Orakel, Toorts en Oog van de schildpad in Groningen[3] aan de Broerstraat
- 1998 Werkmanbrug, Groningen
- 2000 Dryhouse, Borger
- 2005 Losing thoughts aan de Broerstraat in Groningen
- 2007 Frankengaarde, Alphen aan den Rijn
- 2008 Speelobject, lichtobject en waterobject, Veendam
- 2025 Oorlogsmonument Park Heremastate, Joure

## Fotogalerij

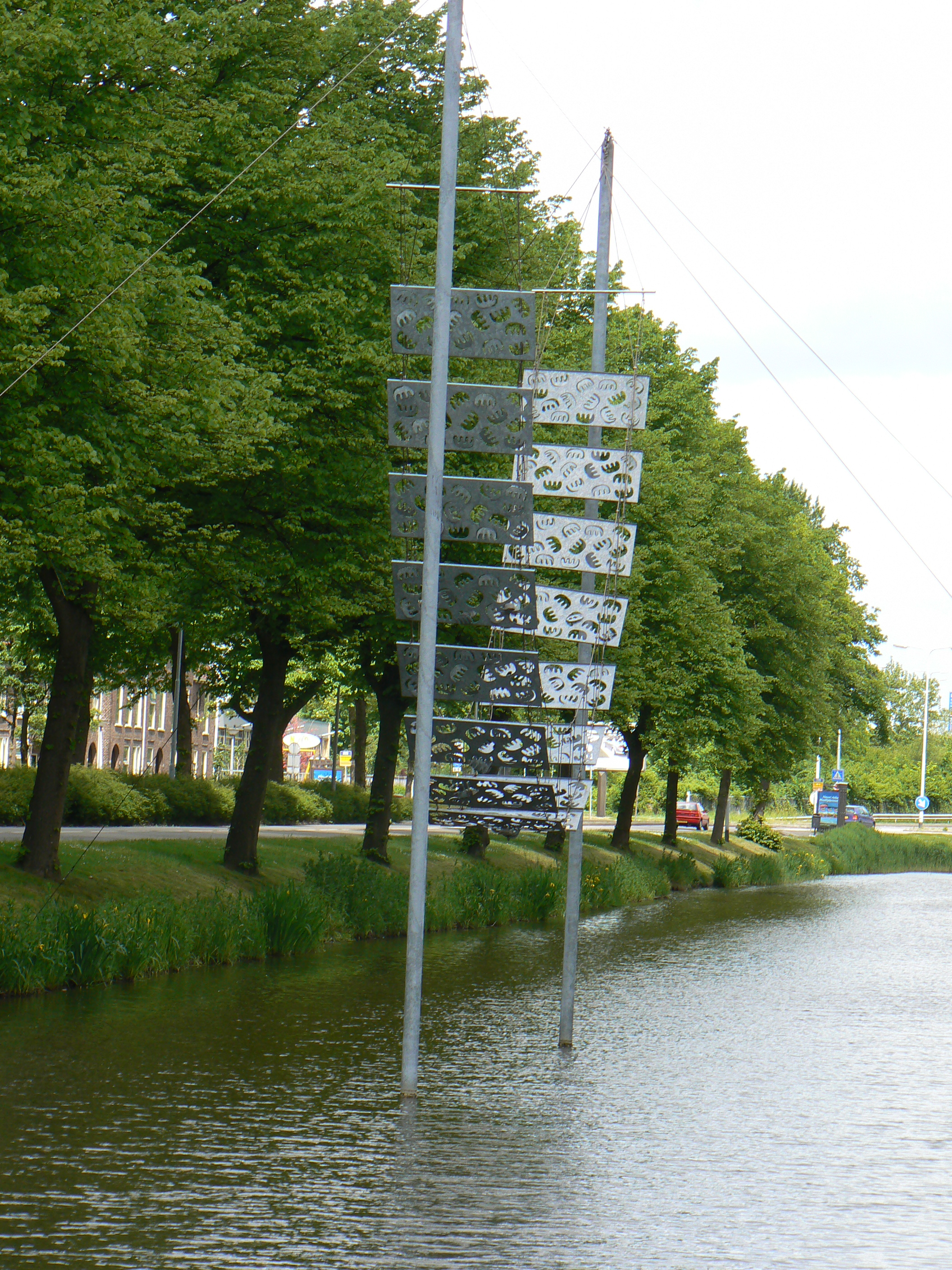
Werkmanbrug in 1998
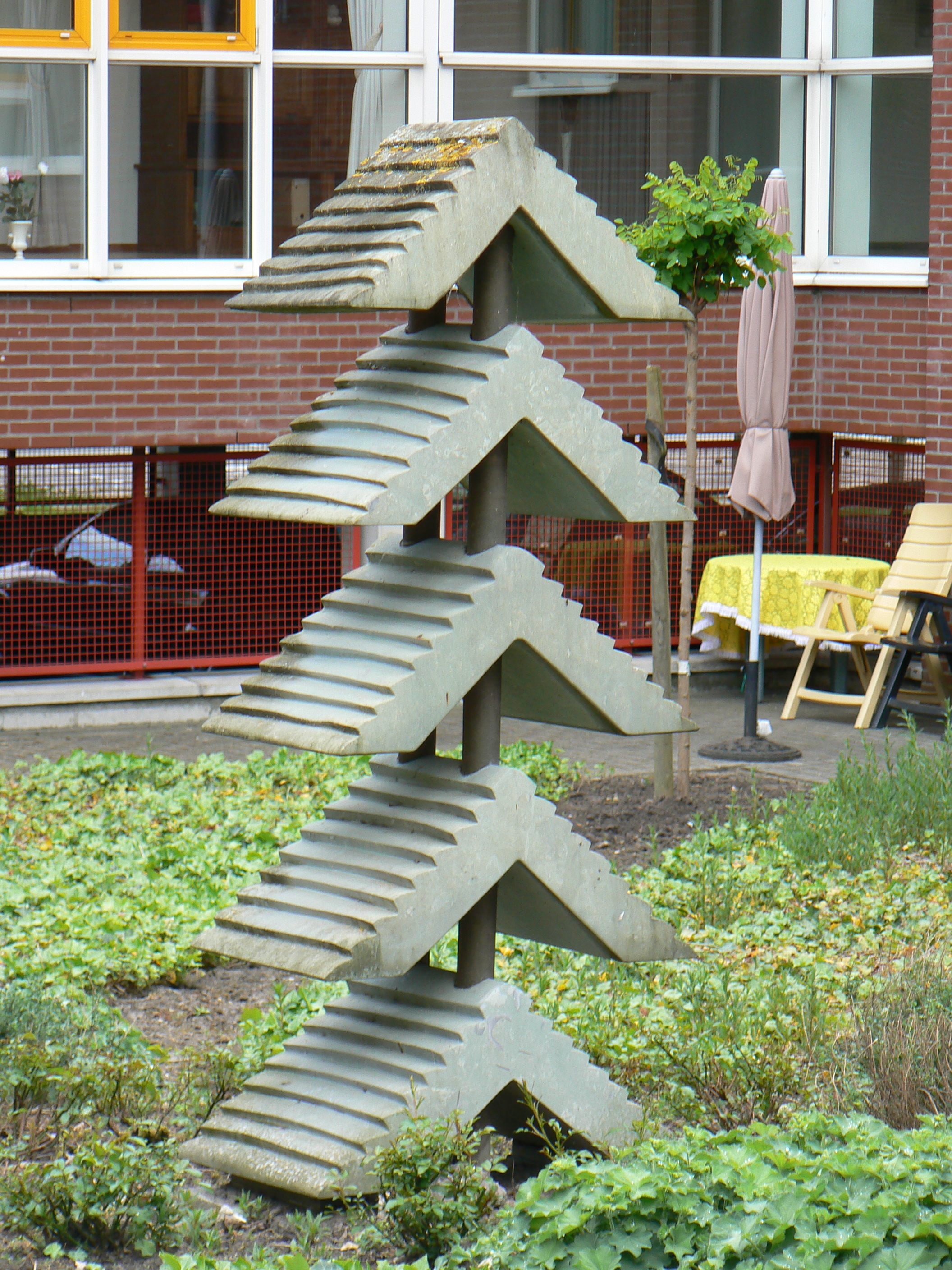
Dryhouse
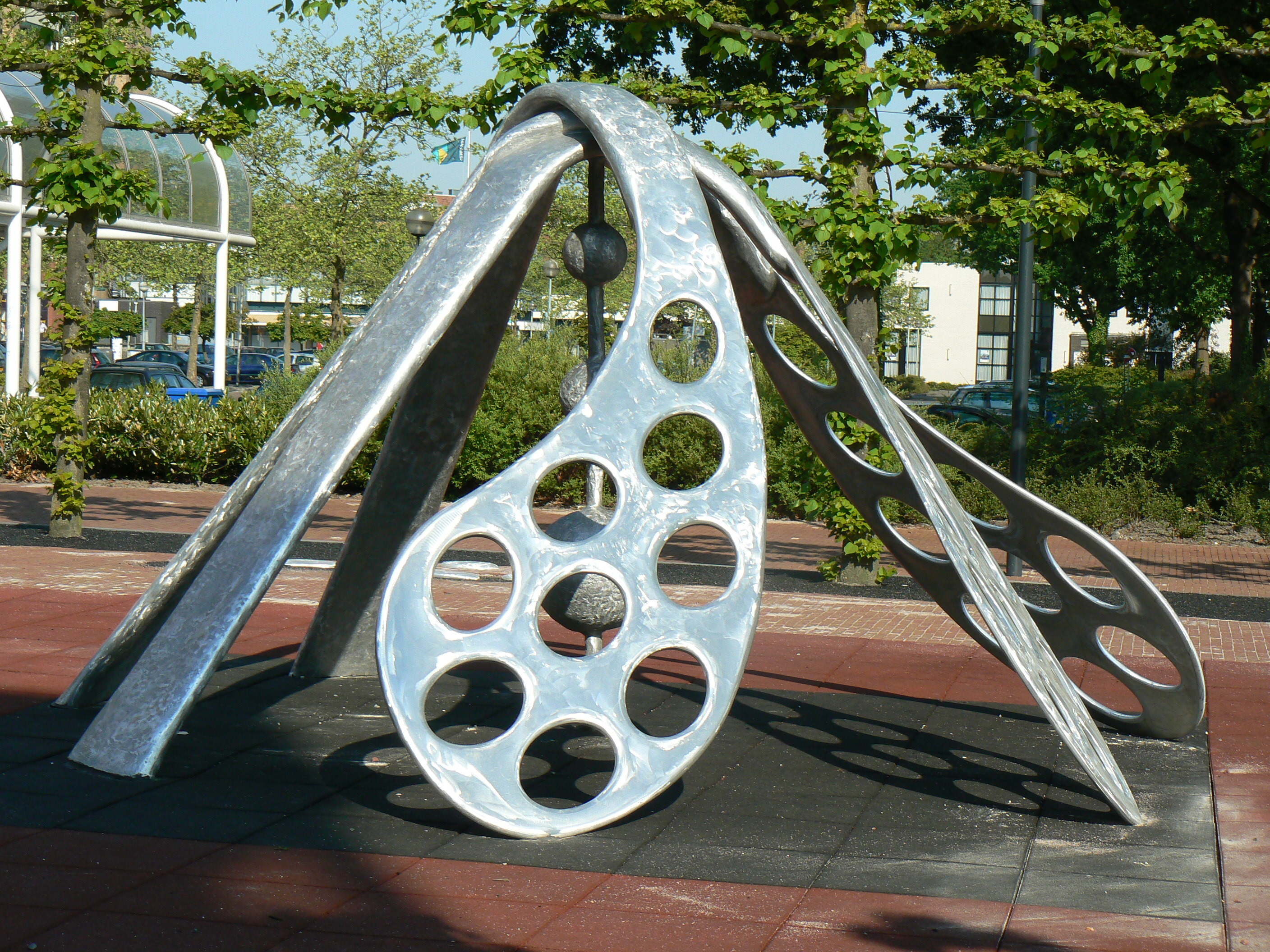
Speelobject
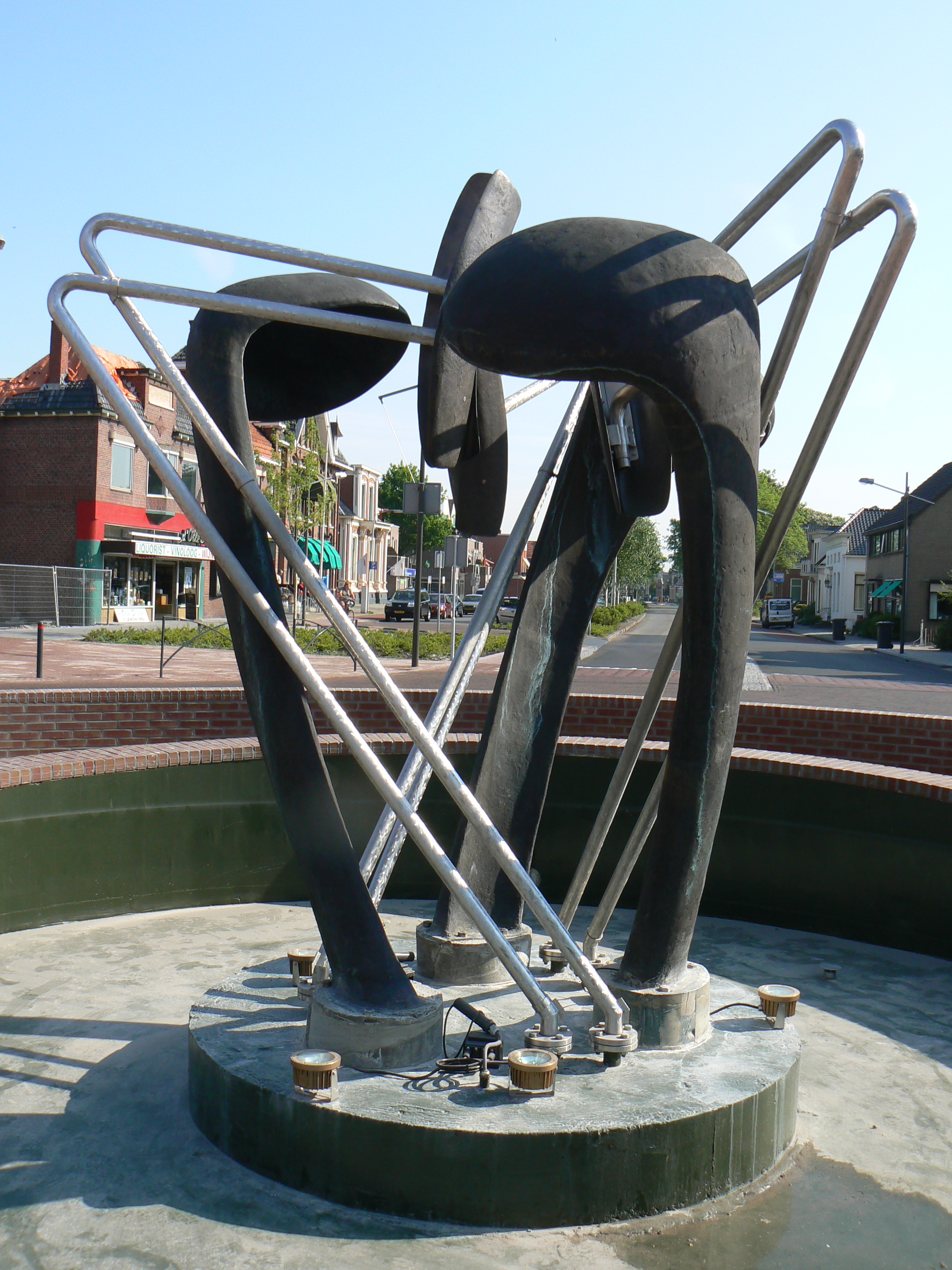
Waterobject
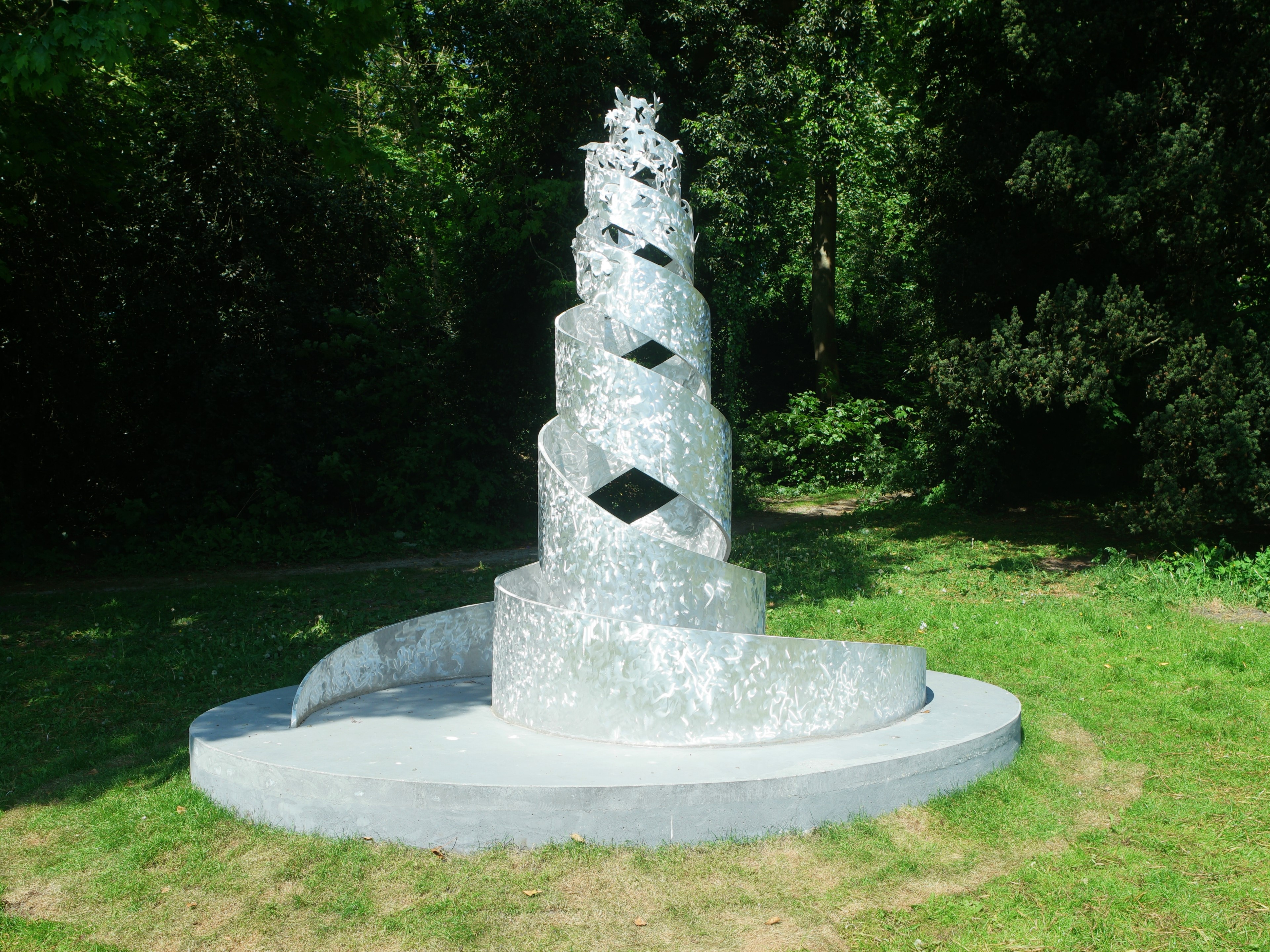
Oorlogsmonument Park Heremastate, Joure, 2025

## Publicatie
- Bruggencate, Carolien ten (1997) Hans Rikken : Beelden van Beelden. Amsterdam: Primavera / Groningen: Eye for You.

- RKD-Nederlands Instituut voor Kunstgeschiedenis: 87615